# Polscy Malarze XIX/XX wieku (seria monet)
Seria Polscy Malarze XIX/XX wieku obejmuje srebrne monety kolekcjonerskie oraz obiegowe okolicznościowe o nominale 2 złote ze stopu Nordic Gold. Narodowy Bank Polski zainaugurował tę serię w 2002 roku. Jej celem jest przedstawienie wybitnych polskich artystów tworzących na przełomie XIX i XX wieku.

## Lista monet seriiPolscy Malarze XIX/XX wieku
Zarówno awers, jak i rewers klip srebrnych próby 925 jest zmienny. Stałymi elementami awersu jest orzeł, rok wprowadzenia monety do obiegu, nominał (20 złotych) i napis Rzeczpospolita Polska. Rewers przedstawia sylwetkę jednego z malarzy.
Awers monet ze stopu CuAl5Zn5Sn1 (Nordic Gold) przedstawia orła, rok wprowadzenia do obiegu, nominał (2 złote) oraz napis Rzeczpospolita Polska. Na rewersie z kolei przedstawiony jest jeden z najwybitniejszych polskich artystów.
| Moneta                              | Nominał    | Stop        | Średnica               | Masa    | Data emisji          | Nakład    | Wizerunek monety |
| ----------------------------------- | ---------- | ----------- | ---------------------- | ------- | -------------------- | --------- | ---------------- |
| Jan Matejko (1838–1893)             | 20 złotych | Ag 925      | 40,00×28,00 mm (klipa) | 28,28 g | 11 grudnia 2002      | 57 000    | awers i rewers   |
| Jan Matejko (1838–1893)             | 2 złote    | CuAl5Zn5Sn1 | 27,00 mm               | 8,15 g  | 11 grudnia 2002      | 700 000   | rewers           |
| Jacek Malczewski (1854–1929)        | 20 złotych | Ag 925      | 28,00×40,00 mm (klipa) | 28,28 g | 10 grudnia 2003      | 64 000    | awers i rewers   |
| Jacek Malczewski (1854–1929)        | 2 złote    | CuAl5Zn5Sn1 | 27,00 mm               | 8,15 g  | 10 grudnia 2003      | 600 000   | rewers           |
| Stanisław Wyspiański (1869–1907)    | 20 złotych | Ag 925      | 40,00×28,00 mm (klipa) | 28,28 g | 15 grudnia 2004      | 80 000    | awers i rewers   |
| Stanisław Wyspiański (1869–1907)    | 2 złote    | CuAl5Zn5Sn1 | 27,00 mm               | 8,15 g  | 15 grudnia 2004      | 900 000   | rewers           |
| Tadeusz Makowski (1882–1932)        | 20 złotych | Ag 925      | 28,00×40,00 mm (klipa) | 28,28 g | 6 grudnia 2005       | 70 000    | awers i rewers   |
| Tadeusz Makowski (1882–1932)        | 2 złote    | CuAl5Zn5Sn1 | 27,00 mm               | 8,15 g  | 6 grudnia 2005       | 900 000   | rewers           |
| Aleksander Gierymski (1850–1901)    | 20 złotych | Ag 925      | 40,00×28,00 mm (klipa) | 28,28 g | 5 grudnia 2006       | 66 000    | awers i rewers   |
| Aleksander Gierymski (1850–1901)    | 2 złote    | CuAl5Zn5Sn1 | 27,00 mm               | 8,15 g  | 5 grudnia 2006       | 1 000     | rewers           |
| Leon Wyczółkowski (1852–1936)       | 20 złotych | Ag 925      | 40,00×28,00 mm (klipa) | 28,28 g | 5 grudnia 2007       | 56 000    | awers i rewers   |
| Leon Wyczółkowski (1852–1936)       | 2 złote    | CuAl5Zn5Sn1 | 27,00 mm               | 8,15 g  | 5 grudnia 2007       | 990 000   | rewers           |
| Władysław Strzemiński (1893–1952)   | 20 złotych | Ag 925      | 40,00×28,00 mm (klipa) | 28,28 g | 7 grudnia 2009       | 100 000   | awers i rewers   |
| Władysław Strzemiński (1893–1952)   | 2 złote    | CuAl5Zn5Sn1 | 27,00 mm               | 8,15 g  | 4 grudnia 2009       | 1 300 000 | rewers           |
| Artur Grottger (1837–1867)          | 20 złotych | Ag 925      | 40,00×28,00 mm (klipa) | 28,28 g | 28 października 2010 | 60 000    | awers i rewers   |
| Artur Grottger (1837–1867)          | 2 złote    | CuAl5Zn5Sn1 | 27,00 mm               | 8,15 g  | 27 października 2010 | 1 300 000 | rewers           |
| Zofia Stryjeńska (1891–1976)        | 20 złotych | Ag 925      | 40,00×28,00 mm (klipa) | 28,28 g | 15 lutego 2011       | 50 000    | awers i rewers   |
| Zofia Stryjeńska (1891–1976)        | 2 złote    | CuAl5Zn5Sn1 | 27,00 mm               | 8,15 g  | 15 lutego 2011       | 1 000     | rewers           |
| Piotr Michałowski (1800-1855)       | 20 złotych | Ag 925      | 40,00×28,00 mm (klipa) | 28,28 g | 28 listopada 2012    | 30 000    | awers i rewers   |
| Piotr Michałowski (1800-1855)       | 2 złote    | CuAl5Zn5Sn1 | 27,00 mm               | 8,15 g  | 28 listopada 2012    | 800 000   | rewers           |
| Józef Chełmoński (1849-1914)        | 20 złotych | Ag 925      | 40,00×28,00 mm (klipa) | 28,28 g | 7 listopada 2014     | 30 000    | awers i rewers   |
| Alfred Wierusz-Kowalski (1849-1915) | 20 złotych | Ag 925      | 40,00×28,00 mm (klipa) | 28,28 g | 28 lipca 2015        | 30 000    | awers i rewers   |
| Olga Boznańska (1865-1940)          | 20 złotych | Ag 925      | 40,00×28,00 mm (klipa) | 28,28 g | 14 września 2016     | 30 000    | awers i rewers   |